# 승인투표제

승인투표제는 선거 제도의 일종이다. 유권자는 투표 여부를 각 후보자에 대하여 따로 설정할 수 있다. 피선거권의 남용에 영향을 받지 않는다. 일반적으로 소선거구제에서 사용된다. 대선거구제로 확대할 수도 있지만, 나타나는 수학적 성질은 매우 다르다. 승인투표는 선호투표를 단순하게 만든 형식이다. 유권자는 각 후보에 대해 해당 후보에 대한 승인 여부만 결정한다.

## 방법
각 투표자는 선호하는 모든 후보에게 인원 제한 없이 투표할 수 있다. 단, 후보자 1명당 1표만 줄 수 있다. 후보자마다 각각 "승인" 또는 "거부"를 표현하는 것과 마찬가지이다. 각 후보에게 줄 수 있는 점수가 0점이나 1점뿐인 선호투표와 동등하다. 또한 이것은 토론준비에도 좋은 영향을 미친다. 수학적 사실이 많이 들어가있기 때문이다.
후보마다 승인 여부를 세어 가장 많은 표를 얻은 후보가 당선된다.

## 특성
승인투표에서는 각 후보마다 투표를 실시해 후보자마다 별도로 득표를 집계한다. 따라서 어떤 다른 후보가 입후보하여도 특정 후보자의 득표 수에 영향을 주지 않는다. 유사 후보를 내세워 표를 분산시키는 전략이 불가능하다.